# Mednarodna floorball zveza
Mednarodna floorball zveza (kratica IFF) (iz angleščine: International Floorball Federation) je krovna floorball organizacija.

## Zgodovina
Mednarodna floorball zveza je bila ustanovljena leta 1986 v Huskvarni, Švedska s strani floorball zvez Finske, Švedske in Švice.
Prvi uradni kongres Mednarodne floorball zveze je bil leta 1992 v Zürichu, Švica.
Prvo svetovno prvenstvo za moške je bilo organizirano leta 1996 v Stockholmu, Švedska, za ženske pa leta 1997 v Ålanddu, Finska.
8. julija leta 2011, je Mednarodna floorball zveza postala polnopravna članica Mednarodnega olimpijskega komiteja.

## Dosedanji predsedniki
- 1986-1992 - András Czitrom, Švedska
- 1992-1996 - Pekka Mukkala, Finska
- 1996 - danes - Tomas Eriksson, Švedska

## Tekmovanja
- Pokal prvakov (vsako leto)
- EuroFloorball pokal (vsako leto)
- Svetovno prvenstvo moški (vsako sodo leto)
- Svetovno prvenstvo ženske (vsako liho leto)
- Svetovno prvenstvo moški U19 (vsako liho leto)
- Svetovno prvenstvo ženske U19 (vsako sodo leto)